# Helmfelt (drama)

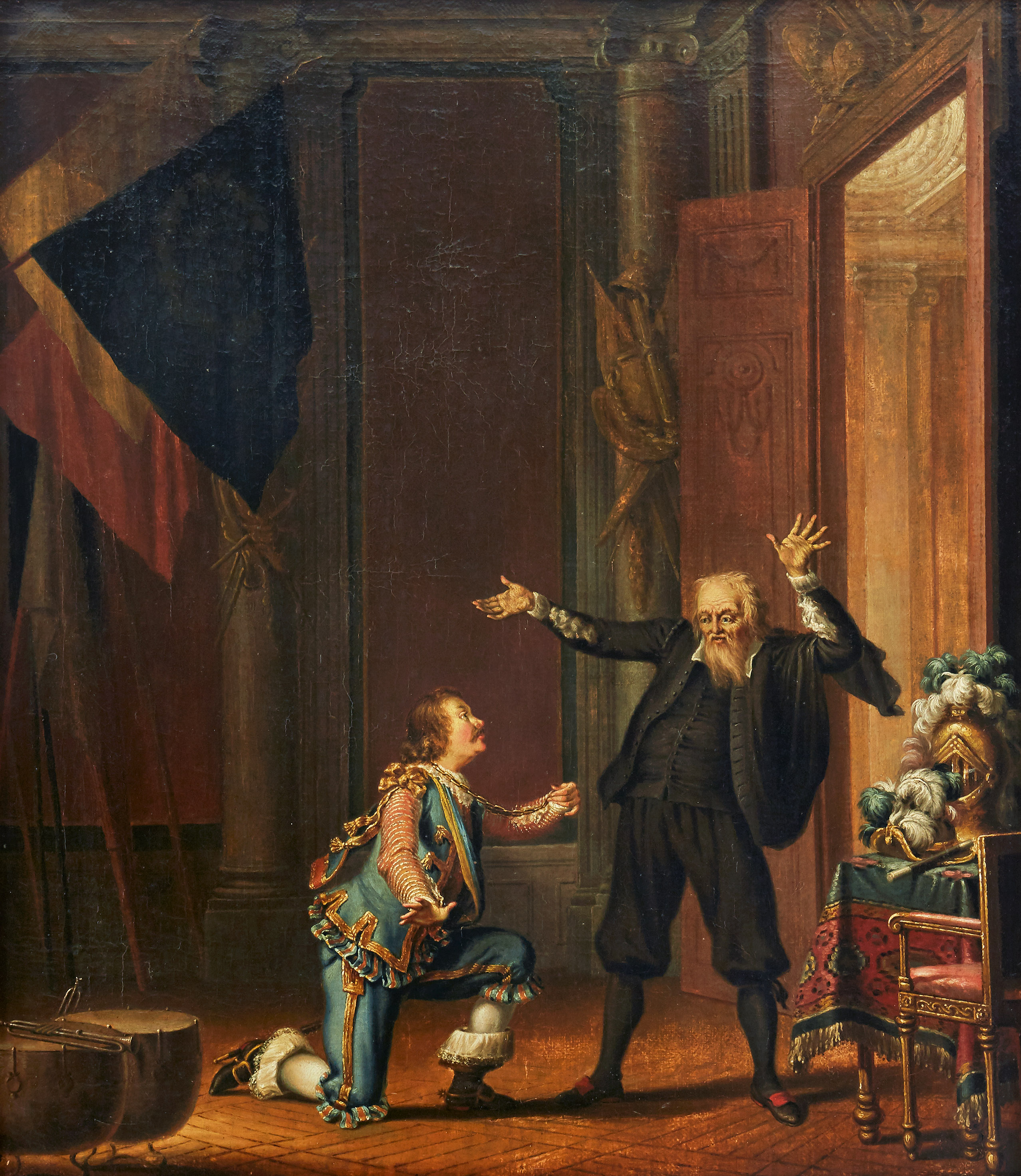
Pehr Hilleström har avbildad en scen ur dramat; akt 5 scen 4 Helmfelt erkänner att han är faderns förlorade son, och ber om dennes förlåtelse.

Helmfelt eller Den återfunne sonen är ett svenskt drama i fem akter av kung Gustav III. Den uruppfördes på Gripsholms slott av hovet i januari 1783.

## Handling
Dramat utspelar sig på Helmfelts gods i Skåne och handlar om en sägen som på 1600- och 1700-talet berättade att Simon Grundel-Helmfelt skulle ha brutit med sin far, Jacob Grundel den äldre, i sin ungdom, då han tagit värvning mot dennes vilja. Dramat börjar med att Jakob Grundel, Helmfelts far, anländer till Helmfelts slott i sällskap av dennes hustru. Han vet då inte att Helmfelt är hans son. Dramat utspelar sig sedan och slutar med att Helmfelt i akt 5 scen 4 erkänner att han är den förlorade sonen, och att han ber sin far om förlåtelse. Något som fadern beviljar.

## Huvudpersoner
| Roller                | Position                                                           | Historisk person          |
| --------------------- | ------------------------------------------------------------------ | ------------------------- |
| Helmfeldt             | Fältmarskalk                                                       | Simon Grundel-Helmfelt    |
| Dahlberg              | Överstelöjtnant                                                    | Erik Dahlbergh            |
| Jakob Grundel         | Helmfelts far, Borgmästare i Stockholm, under namn av Jakob Person | Jacob Grundel den äldre   |
| Stephan Person Hurtig | Grundels bror, avskedad soldat som tjänat under Lennart Torstenson | Stefan Hurtig             |
| Gustaf Simonson       | Helmfelts son                                                      | Gustaf Grundel-Helmfelt   |
| Margareta             | Helmfelts hustru                                                   | Margareta Hedvig von Parr |